# Farran
Farran (irisch An Fearann; deutsch Land) ist ein Dorf in der irischen Grafschaft Cork. Es befindet sich 19 km westlich der Stadt Cork am Südrand des Tales des River Lee, der hier zu einem See gestaut ist. Farran hat 326 Einwohner (Stand 2022).

## Sehenswürdigkeiten
Die mittelalterliche Pfarrkirche von Farran, urkundlich 1199 erwähnt, ist seit der frühen Neuzeit eine Ruine, wie in sehr vielen irischen Dörfern. Die heutige Kirche wurde 1860 errichtet und ist eine neugotische zweischiffige (also asymmetrische) Pseudobasilika.

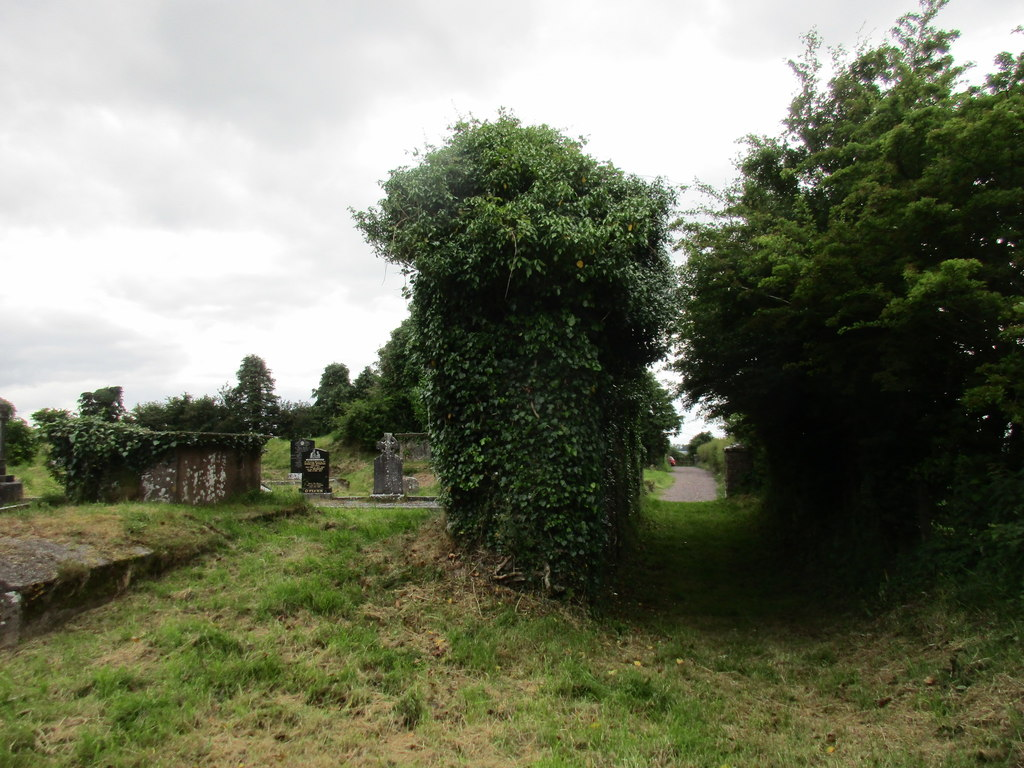
Friedhof mit Kirchenruine
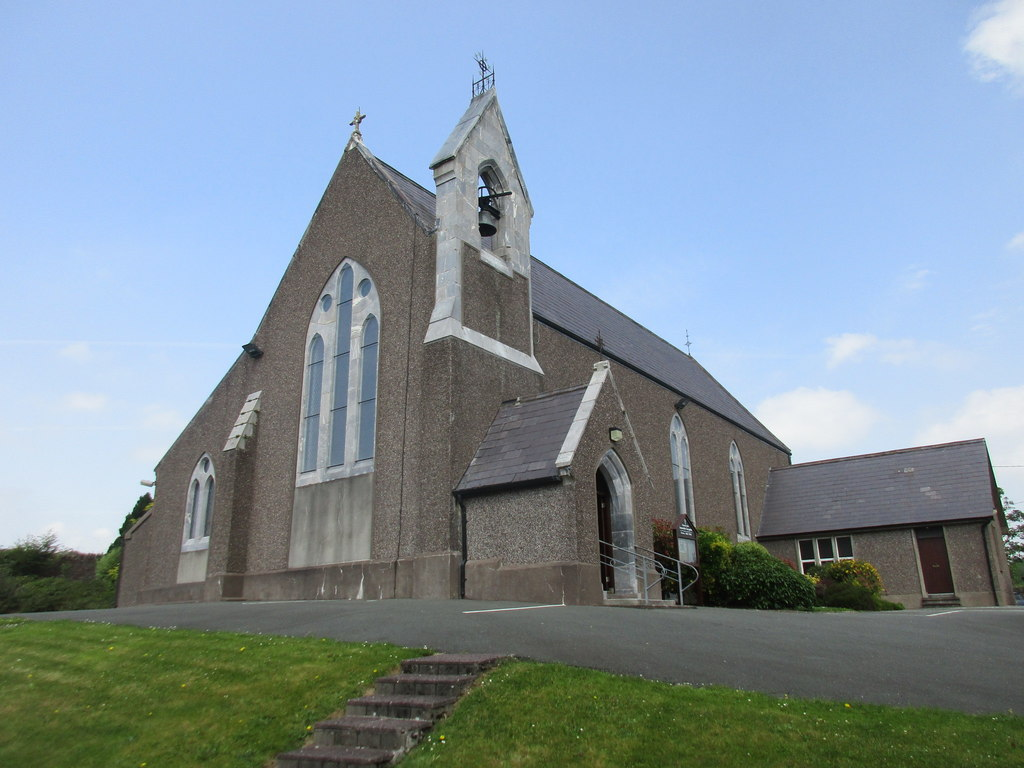
Heutige Dorfkirche von 1860
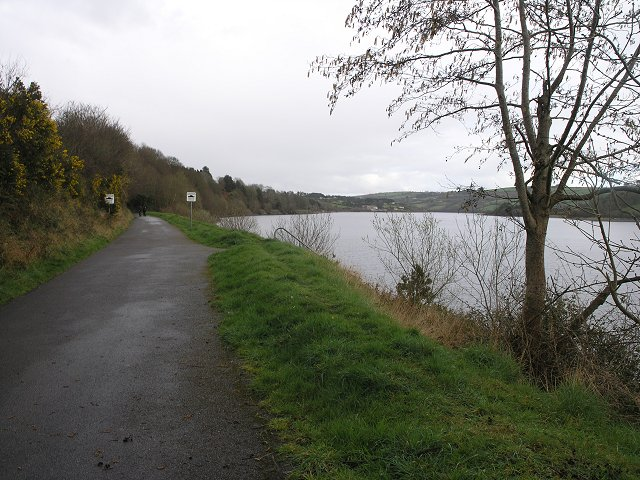
Inniscarra-Reservoir

## Sport
Der 1953–1957 angelegte Inniscarra-See des River Lee ist Sitz des nationalen Ruderer-Zentrums der Republik Irland.